# Distretto di Serenje
Il distretto di Serenje è un distretto dello Zambia, parte della Provincia Centrale.
Il distretto comprende 22 ward:
- Chalilo
- Chibale
- Chipundu
- Chisomo
- Chitambo
- Ibolelo
- Kabamba
- Kabansa
- Kanona
- Lukusashi
- Lulimala
- Luombwa
- Lupiya
- Mailo
- Masaninga
- Mpelembe
- Muchinda
- Muchinka
- Musangashi
- Ng'answa
- Sancha
- Serenje